# Чемпіонат України з футзалу серед жінок 2010—2011
Чемпіонат України з футзалу серед жінок 2010—2011 — 17-й чемпіонат України, в якому переможцем стала коцюбинська «Біличанка-НПУ» під керівництвом В. В. Колтка.

## Учасники
Порівняно з попереднім чемпіонатом кількість команд залишилася без змін, а саме 7. Тільки була представлена центральна і південна Україна.
| - «Біличанка-НПУ» (смт. Коцюбинське, Київська область) - «IMS-ЧНУ» (Черкаси) - «Ніка-ПНПУ» (Полтава) - «НУХТ» (Київ) | - «Олімпік» (Дніпропетровськ) - «Спарта К» КДЮСШ «Спартак» (Київ) - «Чорноморочка» (Одесса) |

## Регіональний розподіл
| Регіон                   | Кіл-ть команд | Команди                      |
| ------------------------ | ------------- | ---------------------------- |
| Київ                     | 2             | НУХТ, Спарта К КДЮСШ Спартак |
| Дніпропетровська область | 1             | Олімпік                      |
| Київська область         | 1             | Біличанка-НПУ                |
| Одеська область          | 1             | Чорноморочка                 |
| Полтавська область       | 1             | Ніка-ПНПУ                    |
| Черкаська область        | 1             | IMS-ЧНУ                      |

## Підсумкова таблиця
| М | Команда                         | І  | В  | Н | П  | РМ     | О  |
| - | ------------------------------- | -- | -- | - | -- | ------ | -- |
|   | «Біличанка-НПУ» Коцюбинське     | 12 | 12 | 0 | 0  | 130−16 | 36 |
|   | «Ніка-ПНПУ» Полтава             | 12 | 7  | 2 | 3  | 50−48  | 23 |
|   | «Спарта К» КДЮСШ «Спартак» Київ | 12 | 7  | 1 | 4  | 62−51  | 22 |
| 4 | «IMS-ЧНУ» Черкаси               | 12 | 7  | 1 | 4  | 40−49  | 22 |
| 5 | «Олімпік» Дніпропетровськ       | 12 | 5  | 0 | 7  | 56−70  | 15 |
| 6 | «НУХТ» Київ                     | 12 | 1  | 0 | 11 | 36−73  | 3  |
| 7 | «Чорноморочка» Одесса           | 12 | 1  | 0 | 11 | 35−102 | 3  |